# Eckhard Wendt
Eckhard Wendt (* 5. Juli 1947; † 6. April 2022) war ein deutscher Basketballspieler.

## Leben
Wendt bestritt 40 Länderspiele für die Deutsche Demokratische Republik. 1967 nahm er an der Europameisterschaft teil.
Mit dem TSC Berlin unter der Leitung von Trainer Hermann Huß trat Wendt im Europapokal an. Er war ebenfalls Spieler sowie später auch Trainer bei der BSG AdW Berlin. Wendt wurde vom Deutschen Turn- und Sportbund als Meister des Sports ausgezeichnet.